# Paula Darlán
Paula Darlan fue una actriz de cine, teatro y televisión argentina.

## Carrera
Darlan fue joven actriz surgida en la década del ’50. Con un rostro muy particular, tuvo roles destacados en varios filmes durante la época dorada cinematográfica, junto con eximios actores de la talla de Roberto Escalada, Carlos Thompson, Juan Carlos Altavista, Beatriz Taibo, Tato Bores, Raúl De Lange, entre muchos otros.
Uno de sus papeles más recordados es el de Susana en el film de 1950, Camino al crimen, donde fue la primera figura femenina.
Ya a fines de la década del '50 su presencia en el ambiente artístico se fue diluyendo.

## Filmografía
- 1950: Los Pérez García
- 1950: El crimen de Oribe
- 1951: Camino al crimen.[2]

## Televisión
- 1953: La ninfa constante de Margaret Kennedy, con Daniel de Alvarado.[3]
- 1958: Ese no sé qué de Casanova, junto a Alberto Closas, Iris Marga y Violeta Antier.

## Teatro
En teatro se lució en 1953 en la obra cómica, El error de las mujeres de Pedro M. Bruno, estrenada en el Teatro Lassalle, junto con Juan Carlos Altavista, Julián Bourges, María Esther Duckse, Francisco Mastandrea, Alejandro Maximino, Nelly Meden, Beatriz Taibo y  Ricardo Passano.
En 1959 integró la Compañía de Comedia Tita Merello - Eva Franco, con la que estrena la exitosa obre  Miércoles de ceniza del mexicano Luis Basurto. En el elenco también estaban Héctor Méndez, Ana Arneodo, Elsa Piuselli, Carlos Romero, Juan Carlos Palma y Menchu Quesada.